# Wilgotny las równikowy

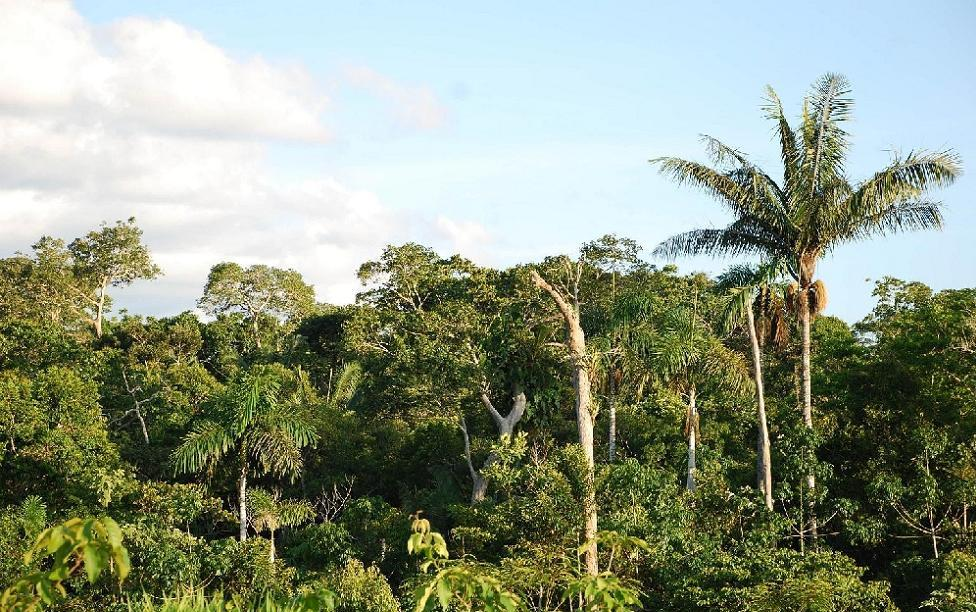
Las tropikalny w Ameryce Południowej

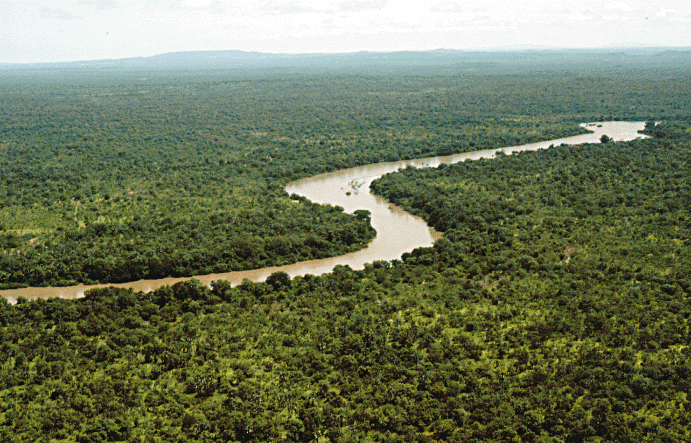
Lasy deszczowe nad rzeką Gambią w parku narodowym Niokolokoba

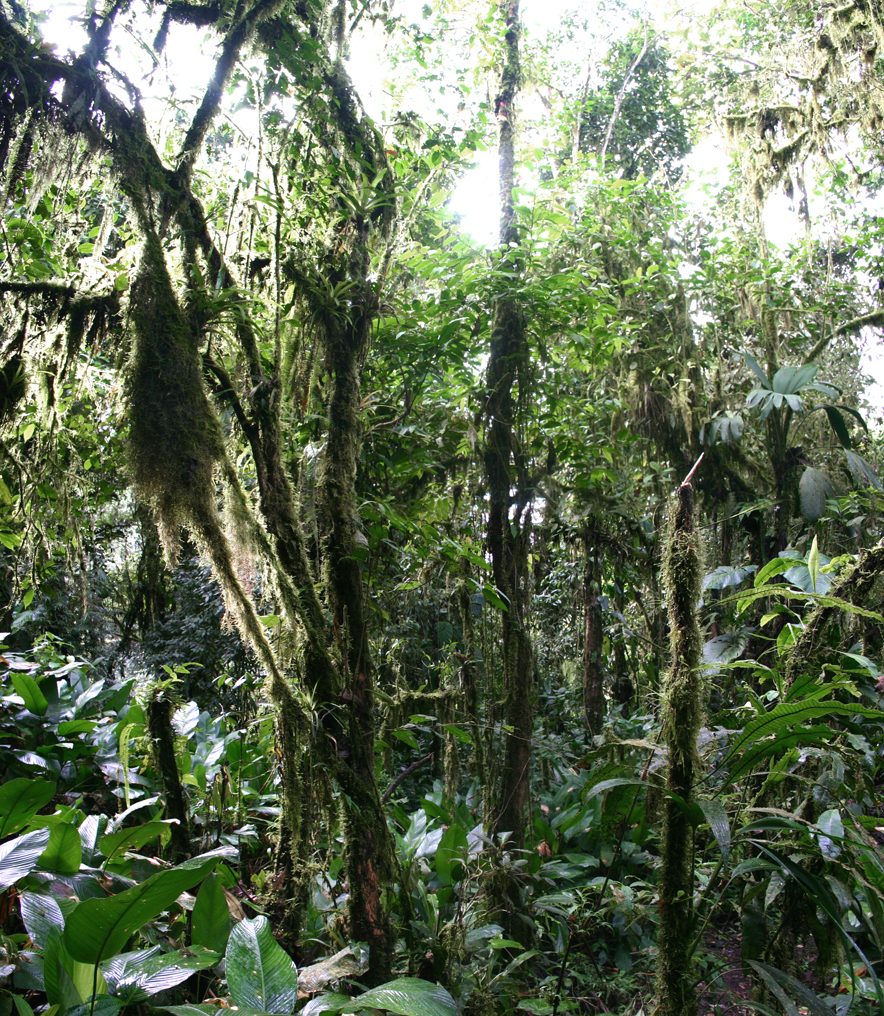
Wnętrze lasu deszczowego w Ekwadorze

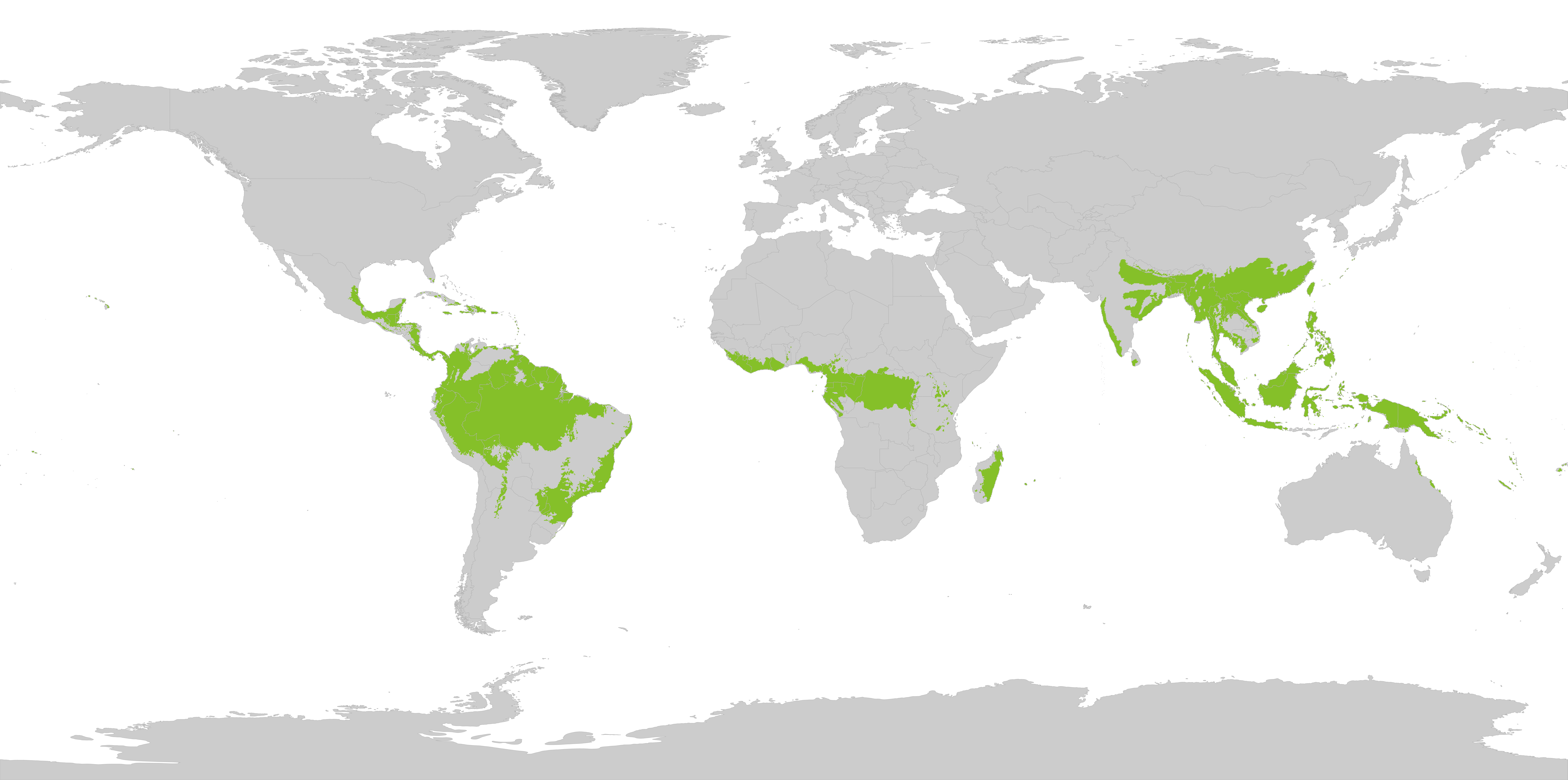
Występowanie lasów równikowych

Wilgotny las równikowy, równikowy las deszczowy (zwany także dżunglą, choć określeniu temu bywa przypisywane węższe znaczenie) – formacja leśna strefy międzyzwrotnikowej występująca na obszarach o wysokich opadach oraz klimacie jednostajnie gorącym. Ujęcie tych lasów bywa zróżnicowane. W najwęższym znaczeniu utożsamiane są z wiecznie zielonymi tropikalnymi wilgotnymi lasami nizinnymi. W szerszym znaczeniu lasy te obejmują różne inne typy lasów tropikalnych: wilgotne lasy górskie, lasy zalewowe i bagienne, a nawet lasy monsunowe, tj. wilgotne lasy strefy podrównikowej, przechodzące jednak porę suchą, których drzewa zrzucają wówczas liście.
Lasy te wyodrębniane są razem jako biom w niektórych klasyfikacjach roślinności, w innych zaliczane tu lasy są wyodrębniane jako różne tropikalne formacje leśne.
Roślinność tych lasów jest gęsta i bujna, pozbawiona rytmiki sezonowej w życiu roślin (z wyjątkiem lasów monsunowych). Występuje tu ogromne bogactwo gatunkowe roślin i zwierząt, drzewostan jest bardzo zróżnicowany pod względem składu i struktury, liczne są liany i epifity.

## Warunki kształtowania się
Wilgotne lasy równikowe występują na obszarach pod wpływem klimatu równikowego, cechującego się opadami wynoszącymi średnio od 1700 do 4000 mm, lokalnie znacznie więcej z rekordowymi opadami wynoszącymi średnio 9000 mm rocznie. Deszcze padają niemal codziennie po południu. Średnie temperatury miesięczne wynoszą zwykle 25–28 °C i nocami temperatury nie spadają poniżej 20 °C. W pogodzie nie zaznacza się sezonowość – w zasięgu formacji średnia temperatura miesięczna nie spada poniżej 18 °C. Bardzo intensywne jest tu parowanie, w efekcie panuje stale wysoka wilgotność powietrza (ok. 77–88%). W wąskim ujęciu lasy te występują na terenach nizinnych, w szerszym obejmują także wilgotne lasy górskie.

## Występowanie

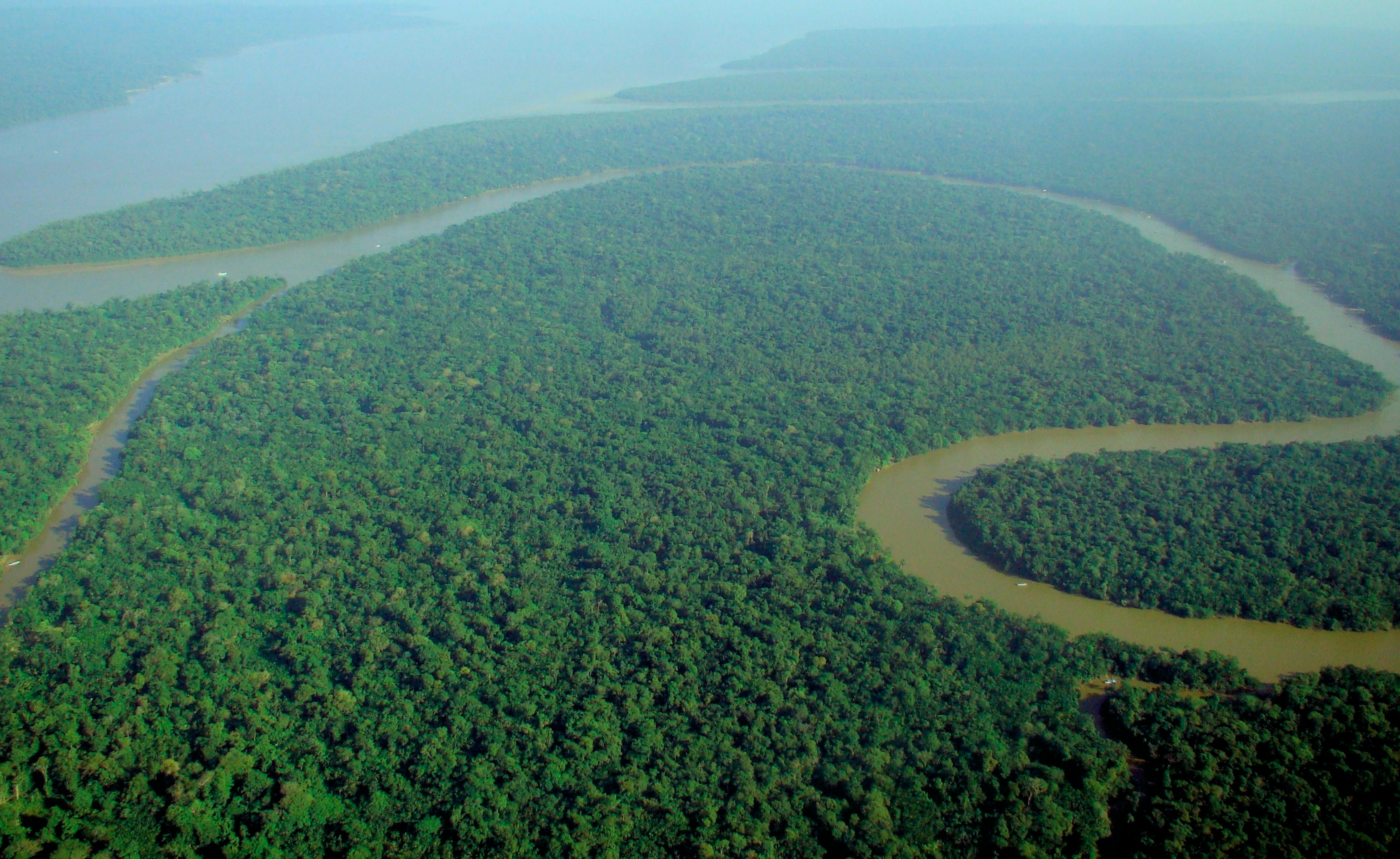
Widok z góry na las Amazoński

Biom ten występuje w strefie równikowej. Największe powierzchnie zajmuje w Ameryce Środkowej i Południowej, w tym najrozleglejszy kompleks zwany selwą w dorzeczu Amazonki, w dorzeczu Kongo w środkowej Afryce oraz w Afryce Zachodniej i we wschodniej części Madagaskaru, w Azji Południowo-Wschodniej, na Nowej Gwinei oraz w północno-wschodniej Australii.

## Piętra lasu
Lasy równikowe odznaczają się piętrowością roślinności.
- Piętro pojedynczych drzew (drzewa przestojowe) sięgających 60–80 m. Przykładowe rośliny: puchowiec pięciopręcikowy („Drzewa Giganty”).
- Piętro koron drzew stanowią wiecznie zielone drzewa, osiągające wysokość 30–50 m. Powierzchnia koron drzew, tworzy zielony rozległy baldachim. Drzewa często oplątane są lianami. Piętro to jest doskonałym przystosowaniem dla owadów i małych zwierząt (pająków, gadów, ptaków). Charakterystyczne rośliny – w koronach hebanowców, mahoniowców, palm żyją epifity: paprocie, storczyki, glony, grzyby, mchy, porosty.
- Piętro średnie – piętro lian, nagich pni i konarów stanowią niższe drzewa, zaś poniżej nich (8–15 m) występuje zwarta warstwa koron drzew. W tym piętrze występują epifity. Należą do nich storczyki, kaktusowate, ananasowate oraz niektóre figowce.
- Piętro najniższe – piętro zarośli i runa ponieważ gęste korony drzew ograniczają dostęp światła słonecznego (1–2%) do dolnych partii, runo leśne jest słabo rozwinięte i czasami w ogóle nie występuje. Z powodu słabego dostępu światła na dnie lasu występują rośliny cieniolubne i cienioznośne, głównie rośliny zielne, paprotniki i mchy, liczne są grzyby rozkładające szczątki organiczne. Występują tu także pasożytnicze rośliny bezzieleniowe z rodzin bukietnicowatych i gałecznicowatych[8].

## Znaczenie dla człowieka
Tereny lasów równikowych zamieszkiwane są przez plemiona zajmujące się łowiectwem, zbieractwem, a także uprawą roli – przykładem są afrykańscy Pigmeje i Bantu, malajscy Semangowie, Papuasi z Nowej Gwinei, Indianie południowoamerykańscy i inni. Roślinność wilgotnych lasów równikowych dostarcza ludziom takich produktów, jak cynamon, pieprz, goździki oraz szlachetne gatunki drewna: mahoń, heban, balsa i palisander. Z niektórych tropikalnych roślin uzyskuje się substancje wykorzystywane do produkcji leków. W miejscu wyciętych lasów deszczowych ludzie zakładają plantacje bananowców, trzciny cukrowej, kawy i palm kokosowych.